# Jean-Pierre Kernéis
Jean-Pierre Kernéis est un médecin et historien français né le 26 décembre 1918 à Brest et mort le 5 octobre 1999 à Nantes.

## Biographie
Jean-Pierre Eugène Kernéis est le fils d'un officier marinier. Il épouse Monique Garnier, fille de Maurice Garnier, directeur des conserveries Cassegrain, et d'Anne-Marie Blanlœil.
Docteur et agrégé en médecine, il est doyen de la faculté de médecine de Nantes (1967-1970) et premier président de l'Université de Nantes (1971-1975), nouvellement recréée.

## Travaux
- Titres et travaux du président Jean-Pierre Kernéis (1981)
- Histoire de la Médecine navale à travers les "chirurgien navigans"

## Distinctions
- Commandeur de la Légion d'honneur
- Officier de l'ordre national du Mérite
- Officier des Palmes académiques
- Docteur honoris causa de l'université Heinrich-Heine de Düsseldorf

## Hommages
- Passage Jean-Pierre-Kernéis, à Nantes
- Amphithéâtre Kernéis, au CHU de Nantes

### Sources
- Michel Valentin, Yannick Romieux, Alain Ségal, "Le Doyen Jean-Pierre Kernéis (1918-1999), premier président de l'Université de Nantes, ancien président et membre d'honneur de la Société française d'histoire de la médecine", Histoire des sciences médicales, Paris, t. 35, no 3, 2001, p. 245-252
- Jean-Loup Avril, 1000 Bretons: dictionnaire biographique, 2002